# Troy Dumais
Troy Matthew Bek Dumais (* 21. Januar 1980 in Oxnard, Ventura County) ist ein US-amerikanischer Wasserspringer. Er startet für das Woodlands Diving Team in den Disziplinen Kunstspringen vom 1-m- und 3-m-Brett sowie im 3-m-Synchronspringen. Dumais ist mehrfacher Medaillengewinner bei Schwimmweltmeisterschaften und Panamerikanischen Spielen.
Er nahm bislang an drei Olympischen Spielen teil. Im Kunstspringen vom 3-m-Brett wurde er 2000 in Sydney, 2004 in Athen und 2008 in Peking jeweils Sechster. 2000 wurde er mit David Pichler zudem Vierter im 3-m-Synchronspringen und im gleichen Wettbewerb 2004 mit seinem Bruder Justin Dumais erneut Sechster.
Seine erste internationale Medaille konnte er bei der Weltmeisterschaft 1998 in Perth gewinnen, wo er Silber vom 1-m-Brett errang. Bei der Weltmeisterschaft 2005 in Montreal gewann er Silber im Kunstspringen vom 3-m-Brett und zusammen mit seinem Bruder Justin Bronze im 3-m-Synchronspringen. 2009 in Rom konnte Dumais seine Silbermedaille vom 3-m-Brett wiederholen. Mit seinem neuen Partner Kristian Ipsen gewann er im 3-m-Synchronspringen ebenfalls Silber.
Bei Panamerikanischen Spielen gewann Dumais zwischen 1999 und 2011 insgesamt sechs Medaillen, darunter eine Goldmedaille 2007 in Rio de Janeiro.
Dumais gewann 33 Titel bei nationalen Meisterschaften. 1997, 2006 und 2009 wurde er vom US-Verband zum Wasserspringer des Jahres gewählt. 1995 wurde er zweifacher Junioren-Weltmeister.